# Danilo (football, 2001)
Pour les articles homonymes, voir Danilo.
Danilo dos Santos de Oliveira, dit Danilo, né le 29 avril 2001 à Salvador (Brésil), est un footballeur brésilien qui évolue au poste de milieu de terrain à Botafogo FR.

## Biographie

### En club

#### Palmeiras (2020-2023)
Né le 29 avril 2001 à Salvador, la capitale de l'État de Bahia, Danilo est d'abord formé au EC Bahia dans sa jeunesse, n'étant toutefois pas conservé par le club à ses 15 ans. En 2017, après un passage au Jacuipense, il rejoint à l'âge de 16 ans le club de Cajazeiras — un quartier de Salvador — à travers un projet de l'Instituto Social Manassés,. Le 5 mai 2018, à l'âge de 17 ans, il fait ses débuts en professionnel pour Cajazeiras, en tant que remplaçant lors de la victoire 4-0 à domicile contre Conquista, en deuxième division du championnat de Bahia. C'est à ce moment qu'il est repéré par le club de Palmeiras, qu'il rejoint cette année sous forme de prêt.
Le 6 septembre 2020, lors d'un match du championnat du Brésil, il joue son premier match avec Palmeiras lors d'un déplacement chez le Red Bull Bragantino, remplaçant Patrick de Paula lors d'une victoire 1-2 de son club. Quelques jours après, le jeune joueur signe son premier contrat définitif avec le club de Palmeiras, auquel il se lie pour cinq ans.
Le 17 septembre 2020, il fait ses débuts en Copa Libertadores, lors d'un match sur la pelouse du Club Bolívar (victoire, 1-2). Le 2 décembre 2020, il inscrit son premier but en Copa Libertadores, lors des huitièmes de finale contre le club équatorien du Delfín SC, brillant au sein d'une équipe de Palmeiras portée par ses jeunes issus du centre de formation — à l'image de Gabriel Veron ou Patrick de Paula — qualifiant son équipe pour les quarts de la compétition avec cette victoire 5-0 à domicile. Éliminant ensuite l'équipe paraguayenne du Club Libertad, Danilo s'illustre à nouveau en demi-finale avec la victoire 3-0 à Buenos Aires des Brésiliens contre le club argentin de River Plate ; là encore avec d'autres jeunes à la naissance postérieure au dernier titre de Palmeiras dans la compétition en 1999, avec à nouveau Patrick de Paula mais aussi Gabriel Menino.

#### Nottingham Forest (depuis 2023)
Le 16 janvier 2023, Danilo paraphe un contrat de six ans et demi avec Nottingham Forest,,. Le montant du transfert est estimé à 20 millions d'euros. « Je suis vraiment heureux d'accomplir mon rêve de jouer en Premier League. J'ai appris un peu l'histoire du club, j'ai vu qu'ils avaient remporté deux Coupes d'Europe (1979, 1980). J'ai hâte de commencer et de rencontrer mes coéquipiers » déclare Danilo concernant sa signature chez les Reds.

## Palmarès
| Palmeiras - Copa Libertadores (2) - Vainqueur : 2020 et 2021. - Recopa Sudamericana (1) - Vainqueur : 2022. - Coupe du Brésil (1) - Vainqueur : 2020. - Championnat de São Paulo (1) - Champion : 2020. |

## Statistiques
| Saison                | Club                  | Championnat           | Championnat | Championnat | Championnat | Coupe nationale | Coupe nationale | Coupe nationale | Coupe de la Ligue | Coupe de la Ligue | Coupe de la Ligue | Supercoupe | Supercoupe | Supercoupe | Compétition(s) continentale(s) | Compétition(s) continentale(s) | Compétition(s) continentale(s) | Compétition(s) continentale(s) | Ligue régionale | Ligue régionale | Ligue régionale | Coupe du Monde des Clubs | Coupe du Monde des Clubs | Coupe du Monde des Clubs | Total | Total | Total |
| Saison                | Club                  | Division              | M.          | B.          | P.d.        | M.              | B.              | P.d.            | M.                | B.                | P.d.              | M.         | B.         | P.d.       | Comp.                          | M.                             | B.                             | P.d.                           | M.              | B.              | P.d.            | M.                       | B.                       | P.d.                     | M.    | B.    | P.d.  |
| 2020                  | Palmeiras             | Série A               | 18          | 0           | 0           | 5               | 0               | 0               | -                 | -                 | -                 | -          | -          | -          | CL                             | 11                             | 1                              | 2                              | -               | -               | -               | 2                        | 0                        | 0                        | 36    | 1     | 2     |
| 2021                  | Palmeiras             | Série A               | 22          | 2           | 1           | -               | -               | -               | -                 | -                 | -                 | 1          | 0          | 0          | RS+CL                          | 2+13                           | 0+1                            | 0+1                            | 9               | 1               | 1               | 2                        | 0                        | 0                        | 49    | 4     | 3     |
| 2022                  | Palmeiras             | Série A               | 34          | 1           | 2           | 3               | 1               | 0               | -                 | -                 | -                 | -          | -          | -          | RS+CL                          | 2+8                            | 1+2                            | 0+1                            | 9               | 2               | 0               | -                        | -                        | -                        | 56    | 7     | 3     |
| Sous-total            | Sous-total            | Sous-total            | 74          | 3           | 3           | 8               | 1               | 0               | 0                 | 0                 | 0                 | 1          | 0          | 0          | -                              | 36                             | 5                              | 4                              | 18              | 3               | 1               | 4                        | 0                        | 0                        | 141   | 12    | 8     |
| 2022-2023             | Nottingham Forest     | Premier League        | 13          | 3           | 2           | -               | -               | -               | 2                 | 0                 | 0                 | -          | -          | -          | -                              | -                              | -                              | -                              | -               | -               | -               | -                        | -                        | -                        | 15    | 3     | 2     |
| 2023-2024             | Nottingham Forest     | Premier League        | 17          | 1           | 0           | 4               | 1               | 0               | -                 | -                 | -                 | -          | -          | -          | -                              | -                              | -                              | -                              | -               | -               | -               | -                        | -                        | -                        | 21    | 2     | 0     |
| Sous-total            | Sous-total            | Sous-total            | 30          | 4           | 2           | 4               | 1               | 0               | 2                 | 0                 | 0                 | 0          | 0          | 0          | -                              | 0                              | 0                              | 0                              | 0               | 0               | 0               | 0                        | 0                        | 0                        | 36    | 5     | 2     |
| Total sur la carrière | Total sur la carrière | Total sur la carrière | 104         | 7           | 5           | 12              | 2               | 0               | 2                 | 0                 | 0                 | 1          | 0          | 0          | -                              | 36                             | 5                              | 4                              | 18              | 3               | 1               | 4                        | 0                        | 0                        | 177   | 17    | 10    |